# Austrocylindropuntia yanganucensis
Austrocylindropuntia yanganucensis là một loài thực vật có hoa trong họ Cactaceae. Loài này được (Rauh & Backeb.) E.F.Anderson mô tả khoa học đầu tiên năm 1999.